# Ragazzi (Band)
Ragazzi ist eine in Berlin beheimatete Band. Gegründet wurde sie 1999 von Matthias Einhoff, Christoph F. Adam, Nils Esdar, Dirk A. Kretz und Bob Schätzle (beide Julia Hummer & Too May Boys, Tuesday Weld). Ihre Musik kann im weitestens Sinne als Pop bezeichnet werden. Hierbei beschäftigen sie sich in Text, Musik und Auftreten mit den verschiedenen Erscheinungsformen von Pop.

## Geschichte
Die Band lernte sich bei gemeinsamen Konzerten ihrer vorherigen Bands (Tuesday Weld, Aroma Gold) kennen. Nachdem beide Bands ihre Aktivitäten eingestellt hatten und Teile ihrer Mitglieder nach Berlin gezogen waren, wurde Ragazzi gegründet. Im Unterschied zu ihren vorherigen Projekten (Indie-Rock) experimentierten Ragazzi mit elektronischen Sounds und populären Stilmitteln.
Sie inszenierten sich als Indie-Boygroup, die Bildsprache von Mainstream-Boygroups gebrochen aufgreifend, und zitierten in ihrer Musik 70er und 80er Pop- und Rockelemente.
Eigens für die ersten beiden als LP gedachten, als zwei EPs veröffentlichten Tonträger, gründete Jens Alder 1999 das Label Lok-o-motion – ein Sublabel von Lok Musik. Hier erschienen im Jahr 2000 Soft Operator und 2001 Are You Dreamy?.
Die folgende im Jahr 2003 veröffentlichte LP Friday erschien auf dem Label Buback – einem Hamburger Punk (Die Goldenen Zitronen) und Hiphop (Beginner, Jan Delay) – Label.
Musikalisch wurde das Referenzspektrum der Band um zeitgenössische Elemente (Madonna, R'n'B) erweitert. Ihr Erscheinungsbild war nun eher an Konzeptbands wie Kraftwerk oder Devo angelehnt. Mit der von Mario Thaler gemischten Single Sex and Money waren Ragazzi international im Radio vertreten. Das englische Musiklabel Schnitzel Records lizenzierte Friday und sorgte für europaweite Aufmerksamkeit.
Im Anschluss an diese Veröffentlichung gründeten Ragazzi 2004 die Band Ruler of the Wasteland. Hier spielten sie ihre Stücke als Thrash-Metal und Grindcore Versionen und tourten durch den Balkan und Ost-Europa.
Im Jahr 2006 stellten sie ihren zweiten Longplayer Lumber fertig. Auch auf dem von Christopher „Krite“ Uhe produzierten Album, beschäftigt sich die Band mit dem Phänomen Pop, bearbeitet dies jedoch deutlich rockiger als auf den Vorgängern. Beschränkt auf Piano, Gitarre, Bass und Schlagzeug finden sich hier Spielarten von Boogie-Rock, Power Pop und klassische Anleihen. Herausgegeben wird die Platte vom Berliner Label Staatsakt (Die Türen, Glacier, Good Heart Boutique, Till the Morninglight). Das visuelle Erscheinungsbild ist nun geprägt von Holzfällerhemden (Grunge) und Berufsbekleidungsfotografie. Die Texte von Songwriter Matthias Einhoff kritisieren hier sehr viel direkter die Lebensverhältnisse innerhalb einer von ökonomischen Interessen bestimmten Gesellschaft. Die zuvor ironisch zugespitzten Mainstream-Zitate sind lakonischen Situationsbeschreibungen gewichen.

## Stil

### Texte
In den Texten geht es meist um vermeintlich große Themen des Alltags: Arbeitswoche, Wochenende, Freizeit, Urlaub, Freunde, Partnerschaft, Politik, Shoppen, Geld und Liebe.
Auf den ersten beiden Veröffentlichungen werden diese Themen geradezu ungebrochen zelebriert. Erst im Zusammenhang der Musik erschließt sich der groteske Charakter der Stücke (Shopping Malls, Physical Workout, 14.47).
Auf dem Album Friday finden sich ähnliche Stücke (Weekend, The Partner), aber auch konkretere kurze Erzählungen aus dem Alltagsleben.
Auf dem 2007er Album Lumber geht es in den Texten um direktere Kritik an bestehenden Lebensverhältnissen (Crystallize, 9,99) und lakonischen Situationsbeschreibungen (The knight, Memory Mate, Not exactely). Die Idee von gemein zugänglichen – populären – Themen und einer von Humor gezeichneten Kritik an neoliberalen Lebensverhältnissen zieht sich durch alle Veröffentlichungen.

### Einflüsse
Pulps Jarvis Cocker, Roxy Musics Brian Ferry und Bob Dylan.

### Auftreten
Das durchgestaltete, visuelle Erscheinungsbild ist wesentlicher Bestandteil Ragazzis. Über Cover, Flyer, Poster, Videos und Fotoserien werden aktuelle und vergangene Elemente von Mainstream-Kultur aufgegriffen und in einen dadaistisch anmutenden Zusammenhang überführt. Ein Großteil des visuellen Auftretens wurde durch die Künstlergruppe Superschool gestaltet.

## Diskografie

### Alben
- 2000: Soft Operator (LOK-Musik)
- 2001: Are You Dreamy? (LOK-Musik)
- 2003: Friday (Buback / Schnitzel)
- 2007: Lumber (Staatsakt)

### Singles
- 2003: Sex and Money (Buback / Schnitzel)
- 2007: Not Exactly (Staatsakt)
- 2007: Memory Mate (Staatsakt)
- 2007: Boys in Jeans (Staatsakt)